# 宝城院 (浦安市)
宝城院（ほうじょういん）は、千葉県浦安市にある真言宗豊山派の寺院。

## 歴史
1196年（建久7年）、願行によって開山された。その後、1587年（天正15年）に覚厳によって中興された。
隣の清瀧神社の旧別当寺であった。往時は境内とは別個に寺有地として2町8反9畝9歩（約289アール）の田圃があったが、農地改革で没収されてしまった。
かつては立派な建物の門があった。当院では元々閻魔大王像を安置していたが、津波で深川の法乗院に流れ着いてしまった。そしてそのまま法乗院で安置することになり、その代償として法乗院から贈られたものである。しかし1923年（大正12年）の関東大震災で倒壊してしまった。

## 文化財
- 宝城院庚申塔（千葉県指定有形文化財 昭和59年5月15日指定）[2]
- 大般若（経文、経箱）（浦安市指定有形文化財 昭和59年5月15日指定）[3]

## 交通アクセス
- 浦安駅より徒歩7分。